# Idioma véneto
El idioma veneciano o véneto (en ven. vèneto o también łéngoa vèneta) es una lengua romance, hablada por 4 210 000 personas. La mayor parte de los hablantes se encuentra en la región de Véneto, en las zonas más occidentales de la región del Friul y en la parte oriental de la provincia de Trento, en Italia; existen minorías venetohablantes en Eslovenia, Croacia, Argentina, Brasil, México y Venezuela.
A pesar de clasificarse, generalmente, entre las lenguas galoitálicas, el véneto es, desde el punto de vista filológico, más bien una variedad de transición entre las variedades galo-itálicas (como el ligur, el lombardo, etc.) y las variedades italorromances propiamente dichas (como el napolitano, el siciliano o el mismo italiano).

## Aspectos históricos, sociales y culturales

### Reconocimiento oficial
El Consejo Regional de Véneto reconoció oficialmente el véneto como lengua el 28 de marzo de 2007, cuando aprobó la ley de tutela e valorizzazione della lingua e della cultura veneta con el acuerdo de casi todos los partidos de gobierno y oposición.

### Variedades y dialectos
Hay distintas variedades de véneto: los hablantes llaman venesian (ital. veneziano, esp. veneciano) la variedad hablada en la ciudad de Venecia y emplean la palabra véneto para referirse a toda la lengua a pesar de la variedad.
Las variedades más destacadas son:
- véneto de laguna (véneto veneciano) hablado en Venecia y alrededores
- véneto occidental (véneto veronés) hablado en Verona y su provincia, y en Trentino-Alto Adigio (en la parte oriental de Provincia autónoma de Trento)
- véneto central (o centro-meridional) hablado en las provincias de Padua, Vicenza, y Rovigo
- véneto septentrional (o ven. feltrino-belunés) hablado en la provincia de Belluno, y en el Friul en las zonas de la provincia de Pordenone que confinan con Véneto.
- véneto trevisan hablado en la provincia de Treviso e influido por el véneto septentrional y veneciano
- véneto oriental hablado en Venezia Julia en las provincias de Gorizia y Trieste, en la península de Istria repartida entre Eslovenia y Croacia

El véneto trevisan y el belunés son particularmente conservadores, con menor influencia del italiano estándar (nota: el dígrafo -gn- se pronuncia -ñ-: ti magni = ti mañi):

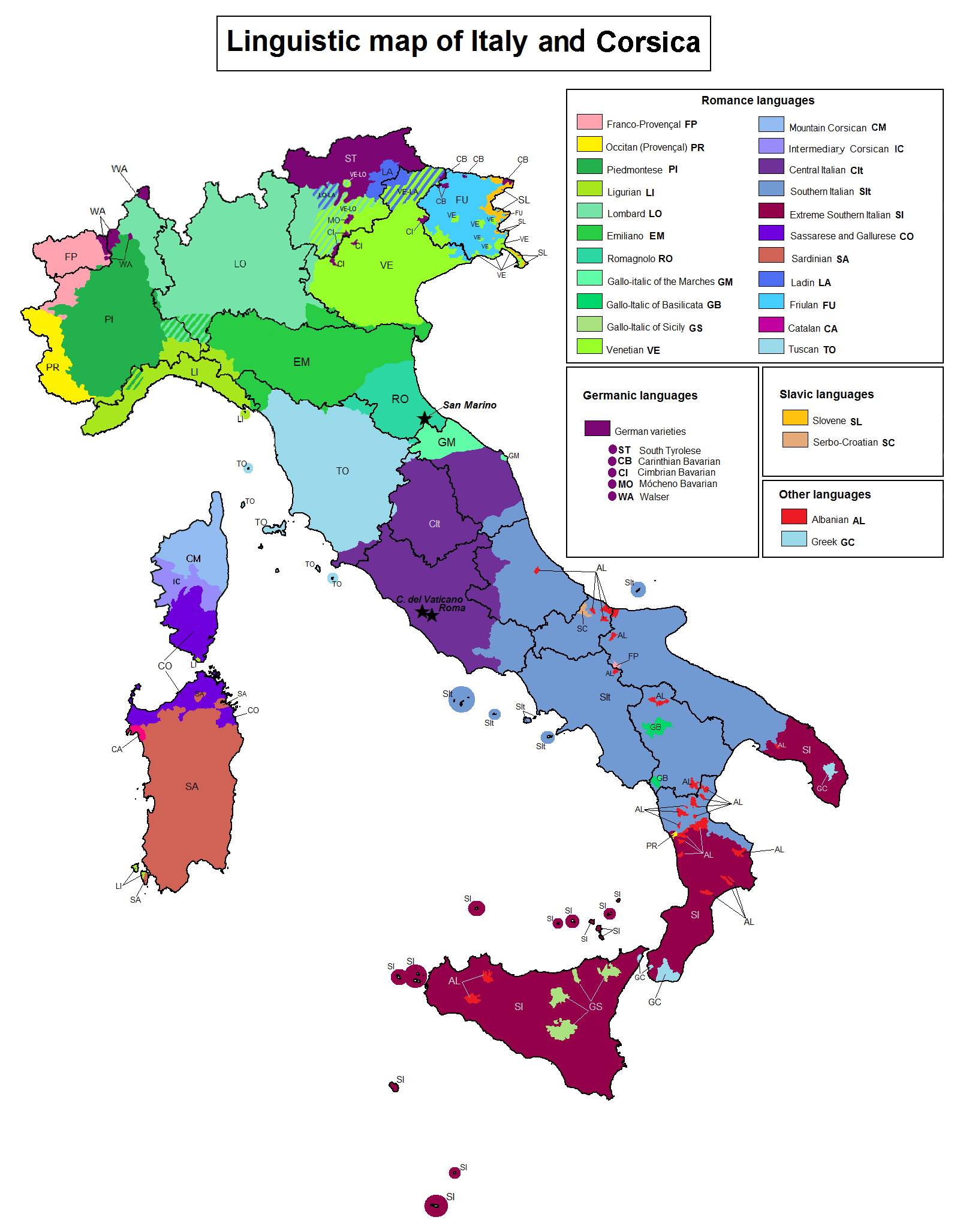
Lenguas y dialectos de Italia

(1a) ti magni (Venecia)
(1b) te magni (Padua-Vicenza-Rovigo-Verona)
(1c) te magna (Treviso-Belluno)
'tú comes' / italiano: tu mangi
(2a) ti magnavi (Venecia)
(2b) te magnavi (Padua-Vicenza-Rovigo-Verona)
(2c) te/tu magnava/magnéa (Treviso-Belluno)
'tú comías' / italiano: tu mangiavi
(3a) te/ti senti (Venecia)
(3b) te sinti (Padua-Vicenza-Rovigo)
(3c) te sente (Treviso)
(3d) te/tu sent (Belluno)
'tú sientes/oyes' / italiano: tu senti

### Diferencias dialectales
Las diferencias entre las variedades afectan casi siempre a la fonética, en tanto que la sintaxis y la morfología son comunes en todo el idioma. Por ejemplo se puede decir te vien = ti vien = tu vien pero siempre hay un clítico sujeto que no existe en italiano ni en español (en los que se emplea una terminación verbal: ital. vien-i, esp. vien-es).
Otros casos son la tercera persona singular de los verbos: l'amigo el/al vien (it. l'amico vien-e, esp. el amigo vien-e) y la tercera persona del plural: i amisi/amighi i vien (it. gli amici veng-ono, esp. los amigos vien-en).
Por eso, cuando hay un clítico, no solo las terminaciones pueden variar sino también pueden ocurrir alternancias vocálicas metafonéticas sin perjuicio para la comprensión: te sinti = te senti/e = te sent (= esp. sientes).

### Reconocimiento exterior

Territorios con presencia de hablantes de véneto

Las siguientes instituciones académicas han reconocido internacionalmente el véneto:
- Institute of Linguistics, Taipéi, Taiwán
- Univ. of Hong Kong
- University of South Carolina
- University of Kansas
- North Eastern Illinois University
- Columbia University
- Southern Illinois Uniersity
- University of Texas
- Salk Institute for Biological Studies
- University of Michigan
- Massachusetts Institute of Technology
- University of Maryland
- Michigan State University
- University of Pennsylvania
- University of California
- University of Chicago
- University of Delaware

## Descripción lingüística

### Ejemplo de texto en véneto
Declaración Universal de los Derechos Humanos:
| Véneto | Italiano | Español |
| --- | --- | --- |
| Tuti łi èsari omani i naçe łibari e 'guałi en degnità e deríti, dotai come che i xè de raxòn et de coçiensa, i deve conportarse co fraternità łi uni co łi artri | Tutti gli esseri umani nascono liberi e ugali in dignità e diritti, dotati come sono di ragione e coscienza, devono comportarsi con fraternità gli uni con gli altri | Todos los seres humanos nacen libres e iguales en dignidad y derechos y, dotados como están de razón y conciencia, deben comportarse fraternalmente los unos con los otros |

Texto sobre la ciudad de Chipilo, origen del dialecto chipileño hablado en Puebla (México):
| Véneto | Italiano | Español |
| --- | --- | --- |
| Chipilo ła xe na çità picenina que ła se cata a 12 km a'l sud deła çità de Puebla, en Mèsico. La xè a 2150 metri desora 'l łivèo del mar. | Chipilo è una piccola città localizzata a 12 km a sud della città di Puebla, in Messico. Si colloca a 2150 metri sopra il livello del mare. | Chipilo es una pequeña ciudad localizada a 12 kilómetros al sur de la ciudad de Puebla, en México. Se encuentra a 2150 metros sobre el nivel del mar. |

### Fonética
Algunos dialectos del veneciano tienen ciertos sonidos que no están presentes en italiano, como la fricativa sorda interdental [θ], a menudo se escribe con ç, z, zh, o ž, y similar a la z del castellano peninsular ('zapato') y a la th del inglés ('thing'). Este sonido se produce, por ejemplo, en çéna 'cena' (también escrito zhena, žena), que se pronuncia igual que como en el castellano hablado en la mayor parte de España. 
La fricativa interdental sorda ocurre en Bellunese, norte-Treviso, y en algunas áreas rurales venecianas centrales de Padua, Vicenza y la desembocadura del río Po. Debido a que la variante de pronunciación [θ] es más típica de los oradores de más edad y los hablantes fuera de las grandes ciudades, y ha llegado a ser estigmatizada socialmente, la mayoría de los hablantes ahora utilizan [s] o [ts] en lugar de [θ]. En esos dialectos con la pronunciación [s], el sonido ha caído junto con la s común, por lo que no es raro que simplemente escribir s (o ss entre vocales) en lugar de ç o zh (por ejemplo, sena).
Del mismo modo, algunos dialectos del véneto también tienen una fricativa interdental sonora, z escrito a menudo (como en "el pianze" 'llora'); pero en la mayoría de los dialectos este sonido ahora se pronuncia ya sea como [dz] (es decir, como la Z del italiano), o más típicamente como [z]; en unos pocos dialectos el sonido aparece como [d] y por lo tanto se puede escribir en su lugar con la letra d, como en "el piande".
El veneciano, como el español, no tiene la consonante geminada característica de la norma italiana, toscana, napolitana y de otras lenguas del sur de Italia; así las italianas "fette" (rebanadas), "palla" (bola) y "penna" (pluma) corresponden a féte, bała, y péna en veneciano. La terminación del sustantivo masculino singular, correspondiente a -o/-e en italiano, es a menudo silenciado en véneto, sobre todo en las variedades rurales: "pieno" italiano ('lleno') corresponde a "pien" veneciano. La medida en que se eliminan las vocales finales en la pronunciación no obstante varía según el dialecto: las variedades centro-meridionales eliminan la vocal solo después de [n], mientras que en las variedades septentrionales se produce incluso después de oclusivas dentales y velares; las variedades orientales y occidentales exhiben patrones a medio camino de estos dos extremos.

### Gramática
Las características más destacadas son la flexión verbal semianalítica, con desinencias:
canto = canto, cantè = cantáis) y clíticos obligatorios (te canti/a = cantas, el canta = canta, i canta = cantan).
Flexión interrogativa para las preguntas directas:
cànteło? = canta? (masc.), cànteła? = canta? (fem.), cantèo/u? = cantais?, càntito/(s)tu? = cantas?.
Formas personales (con clítico) si el sujeto está antes del verbo: Só sorełe de Toni łe xe rivae ieri = las hermanas de Antonio llegaron ayer (lit. "sus hermanas...son llegadas ayer")
Formas semi-impersonales (invariadas) si el sujeto sigue el verbo: Ieri gh'è/xe rivà só sorełe de Toni = Ayer llegaron las hermanas de Antonio (lit. "ayer es llegado sus hermanas").
Cláusulas subordinadas con doble introductor (tal como en inglés antiguo): so quando che i vien = sé cuándo llegan, so come che i vien = sé cómo llegan, so chi che vien = sé quién llega.
Interrogativos iniciales (la mayoría), finales (ven. septentrional) y dobles (enfáticos): 'ndo(ve) vało? = vało ondè? = ¿dónde va?, 'sa vało 'ndove!? = ¿pero dónde va!? ; 'sa fało = fało ché? = ¿qué hace?, ('sa) fało cósa!? = ¿pero qué hace!?
Interrogativos "vacíos" con valor retórico: Vùto nar? = ¿Dónde quieres ir!?, Sìto stà ieri = ¿Pero dónde fuiste ayer!?, Vóto farghe...? = ¿Qué quieres hacer = no puedes hacer nada.
Voz pasiva impersonal o pasiva intransitiva, construida con verbos intransitivos (sin objeto directo). Son pasivos sin subjeto: Anco' xe stà parlà de/co Marco = Hoy ha sido hablado de/con Marco= se ha hablado de/co Marco, Gh'è stà scrito al dotor = Ha sido escrito al doctor (alguien escribió/ha escrito a).
Pronombres neutros questo, queło, queła (=esto, ello) diferentes de los masculinos ('sto qua=este, queło là=aquel) y de los femeninos (queła là=aquella): parlo de questo = hablo de esto (parlo de 'sto qua = hablo de este), par queła = por ello (par queła là = por/para aquella).

### Idioma veneciano y dialecto veneciano del italiano
El idioma veneciano (véneto) no tiene que ser confundido con el dialecto veneciano del idioma italiano: este sigue las reglas gramaticales del idioma italiano y la fonética veneciana. Por ejemplo:
- Idioma véneto: Marco el xe drio rivar o l'è drio rivar ('Marco está llegando')
- Idioma véneto: Marco l'è là che 'l riva
- Dialecto véneto del italiano: Marco (el) sta rivando
- Idioma italiano: Marco sta arrivando

El idioma italiano y su dialecto veneciano emplean locuciones con estar ...-ndo mientras el idioma veneciano/véneto tiene dos formas. La primera opción, más conocida, es el auxiliar èser drio (estar detrás) = "estar ocupado con" y el clítico sujeto verbal; otra forma es eser là che = "ser allá que" siempre con un clítico.
- Idioma véneto: Marco el canta ben, dai! ("Marco (suj.) canta bien, tienes que admitirlo!" - exclamación: sujeto + indicativo)
- Idioma véneto: Marco canta ben, dai! ("Marco (voc.) canta bien, venga!" - orden: vocativo + imperativo)
- Dialecto véneto del italiano: Marco canta ben, dai! (exclamación e imperativo)
- Idioma italiano: Marco canta bene, dai! (exclamación e imperativo)

El italiano y su dialecto veneciano tienen la misma forma para exclamar y dar órdenes (por ser el indicativo igual al imperativo) mientras que el idioma veneciano o véneto tiene dos formas diferentes (el clítico para el indicativo "exclamado"; sin clítico para el imperativo).